# Edin Salkić (Fußballspieler, 1989)
Edin Salkić (* 16. Juni 1989) ist ein österreichischer Fußballspieler bosnischer Herkunft. 

## Karriere

### Vereinskarriere
Salkić begann seine aktive Karriere als Fußballspieler 1996 beim SC Liezen in der Steiermark. Danach besuchte er die Frank Stronach Akademie in Hollabrunn, die er im Jahre 2005 verließ, um zur Amateurmannschaft von Austria Wien zum FK Austria Wien II in die zweitklassige Erste Liga zu wechseln. Bei den Wienern kam er auch zu seinen ersten Profieinsätzen, die allesamt nur Kurzeinsätze waren. Sein Debüt in der zweiten Klasse feierte er 15. Juli 2005 beim 1:2-Auswärtssieg über den FC Kärnten, als er in der 89. Spielminute für Hannes Toth eingewechselt wurde.
Im Jänner 2007 kam Salkić leihweise zum DSV Leoben, für den er bis zu seinem Abgang im Juli desselben Jahres nur zu einem dreiminütigen Kurzeinsatz gegen die Kapfenberger SV kam. Noch im gleichen Jahr kam er zum SV Wienerberg, dem ehemaligen Satellitenklub der Austria, der in der Regionalliga Ost ansässig ist. Bei den Wienerbergern absolvierte Salkić 20 Spiele und erzielte dabei einen Treffer. Alle seiner Einsätze – bis auf einen am 17. August 2008, als er die gesamte Spieldauer durchspielte – waren Kurzeinsätze.
Im August 2008 ging es zurück in die Steiermark, wo Salkić bei den Amateuren des SK Sturm Graz in der drittklassigen Regionalliga Mitte in bisher  17 Spielen zum Einsatz kam und dabei acht Tore erzielte. Anfang Jänner 2009 wechselte er zur Bundesligamannschaft des SK Sturm. Dort feierte er am 28. Februar 2009 bei der 1:3-Heimniederlage gegen die Kapfenberger SV sein Bundesligadebüt, als er in der 81. Minute für Patrick Scherrer eingewechselt wurde. Bis dato  kam er in drei Bundesligapartien zum Einsatz.
Ende Juli 2009 wechselte Salkić leihweise für ein Jahr zum vorarlbergerischen SC Austria Lustenau. Bei seinem Mannschaftsdebüt am 31. Juli 2009 gelang ihm, nachdem er in der 46. Spielminute für den Tunesier Ali Kridéne eingewechselt wurde, ein Treffer in der jeweils 77. und 91. Minute. Somit war er Hauptverantwortlicher für den 2:1-Heimsieg der Lustenauer über den FC Gratkorn.
Zur Saison 2010/11 wechselte Salkić erneut leihweise von Sturm Graz zum sterischen Erste Liga-Klub TSV Hartberg. Nach zwölf Einsätzen und zwei Toren kehrte er im Winter 2011 vorläufig zu seinem Stammverein Sturm Graz zurück. Nach der kurzen Rückkehr löste Sturm den Vertrag auf und Salkić wechselte zum Ligakonkurrenten SC Magna Wiener Neustadt.
Vom Sommer 2020 bis Herbst 2021 spielte er in der 2. Klasse Donau für den SV Neuaigen.

### International
Insgesamt kam Salkić zu 22 Einsätzen in den Jugendauswahlen der österreichischen Nationalmannschaft. Weiters war er Teilnehmer an der U-19-EM 2007 in Österreich.